# Sandy Baltimore

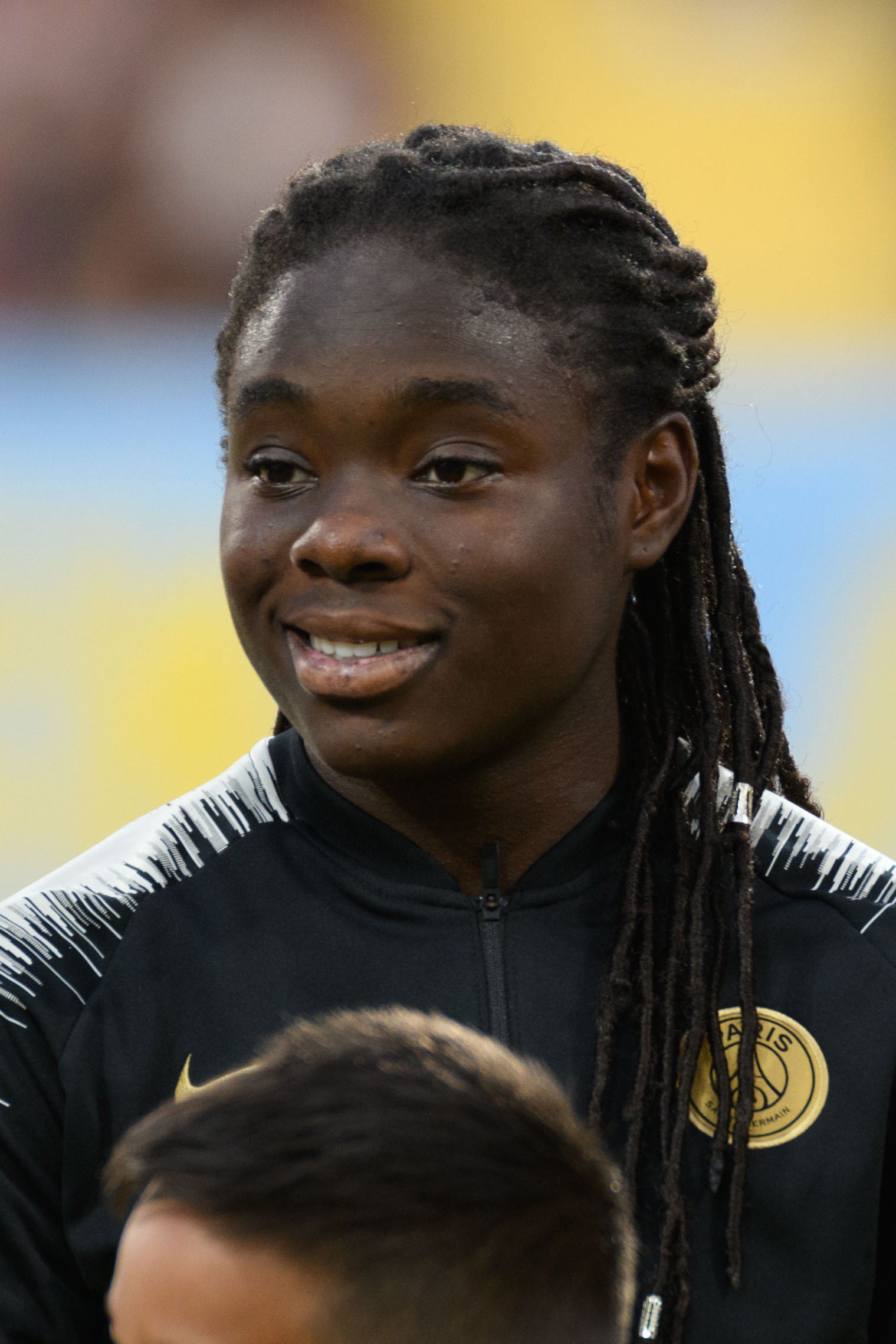
Sandy Baltimore (2018)

Sandy Madeleine Baltimore (* 19. Februar 2000 in Colombes) ist eine französische Fußballspielerin. Sie steht seit 2024 beim FC Chelsea unter Vertrag und gehört auch zum Kreis der französischen Nationalspielerinnen.

## Vereinskarriere
Sandy Baltimore, die in Ermont aufgewachsen ist und deren Vorfahren aus dem französischen Überseegebiet Guadeloupe stammen, begann als Zehnjährige beim Club Cosmo, einem Amateurverein aus Taverny an der nordwestlichen Peripherie von Paris, mit dem Vereinsfußball. Dort spielte sie in einer reinen Knabenmannschaft, was ihrem Vater zunächst missfiel, so dass sie dort für ein Jahr aussetzen musste, ehe ihre Mutter sie wieder in dem Verein anmeldete. Im September 2015 holte der Hauptstadtklub Paris Saint-Germain FC die 15-Jährige in seine Jugendabteilung, was zur Folge hatte, dass sie täglich zwischen ihrem Lycée in Ermont und dem Trainingsgelände im diametral entgegengesetzt gelegenen 13. Arrondissement pendeln musste. Bei PSG kam sie trotz ihres Alters und ihrer kleinen Statur – Baltimore ist als Erwachsene lediglich 1,56 m groß – nahezu von Anfang an für die Elf der A-Jugend-Mädchen zum Einsatz. Bereits ein gutes Jahr nach diesem Wechsel setzte Patrice Lair, der Trainer von PSGs erster Frauschaft, Sandy Baltimore auch zum ersten Mal bei einem Punktspiel gegen den FC Metz in der Division 1 Féminine sowie, vier Tage darauf, für die letzten zehn Minuten sogar in der Champions League gegen Lillestrøm SKK ein. Im Sommer 2017 gewann sie mit der A-Jugend die französische U-19-Meisterschaft. 

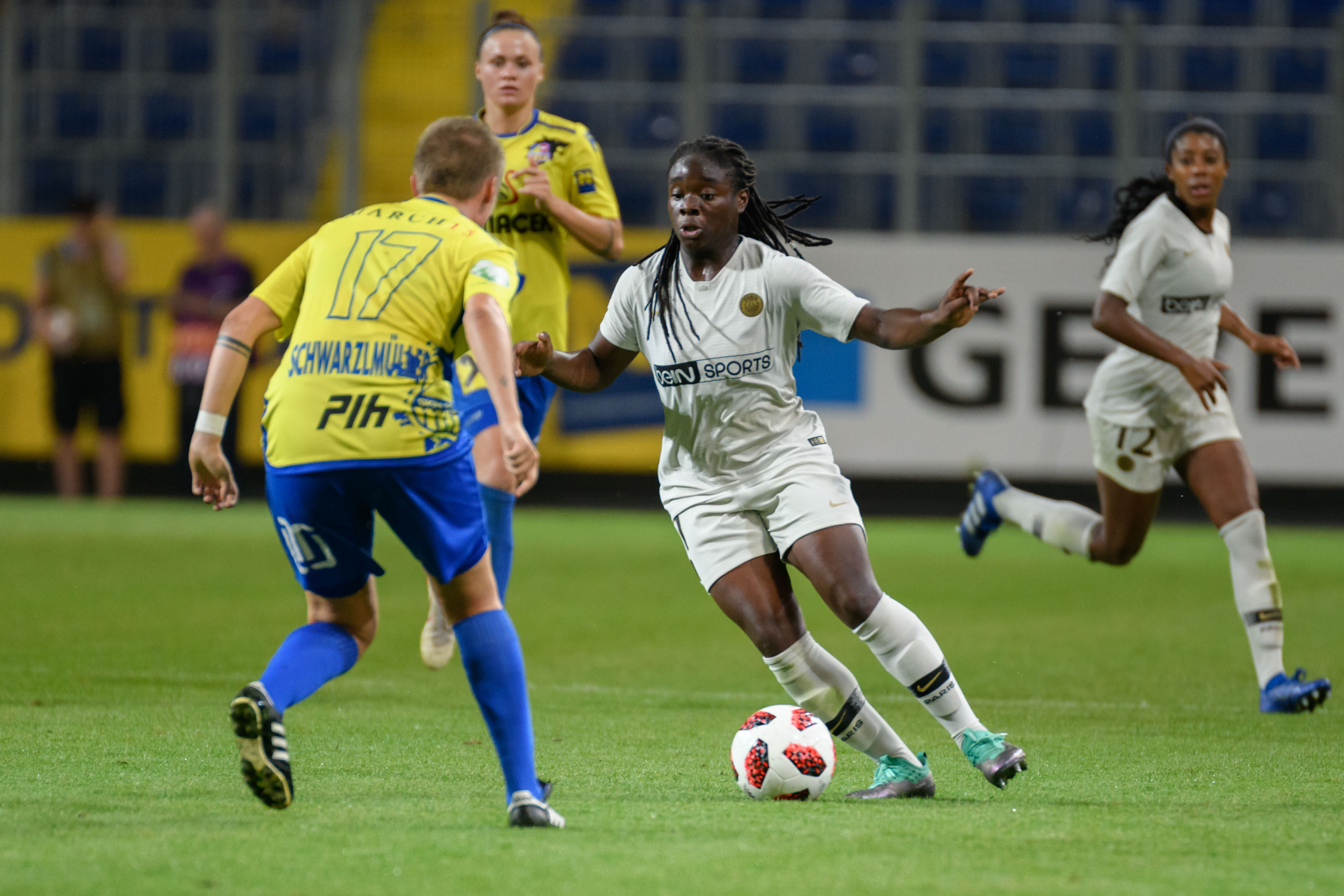
Sandy Baltimore (Mitte), 2018 im Europapokal gegen SKN St. Pölten

Schon ab der Spielzeit 2017/18 stand sie in allen nationalen wie internationalen Wettbewerben häufiger für die Ligamannschaft auf dem Platz, bis einschließlich der Saison 2019/20 überwiegend noch als Einwechselspielerin, aber wiederholt auch schon in der Startformation. So trug sie im Endspiel des französischen Vereinspokals 2018 gegen Olympique Lyon aktiv zum Titelgewinn der Pariserinnen bei, und als diese beiden Teams zwei Jahre darauf erneut das Finale bestritten, erhielt Baltimore sogar schon ab dem Anstoß das Vertrauen von Trainer Olivier Echouafni.
Für die als Angreiferin beziehungsweise offensive Mittelfeldspielerin auf der linken Außenbahn einsetzbare Sandy Baltimore, die aufgrund ihrer Stärke im Dribbling gerne in Eins-zu-eins-Duelle geht und von Haus aus Linksfüßerin ist, brachte die Meisterschafts-Hinrunde 2020/21 den Durchbruch in PSGs mit starken Spielerinnen aus aller Herren Länder regelrecht gespicktem Ligakader; Echouafni setzte sie in sämtlichen elf Punktspielen ein, wo sie nur zweimal nicht in der Startformation stand und bereits genauso viele Tore (vier) erzielt hat wie in der gesamten vorangegangenen Saison. Gegen Górnik Łęczna gelang ihr zudem auch ihr erster Treffer auf dem europäischen Parkett, und zudem gab sie ihr Debüt in Frankreichs A-Nationalmannschaft (siehe den Abschnitt hierunter). 
2024 wechselte sie zum FC Chelsea, wo sie sich unter Trainerin Sonia Bompastor schnell als wichtige Offensivkraft etablierte. Am Ende ihrer ersten Saison in der englischen Super League gewann Baltimore mit den Blues sowohl den nationalen Meistertitel als auch den Vereins- und den Ligapokal.

### Stationen
- 2010–2015 Cosmo Taverny 1913
- 2015–2024 Paris Saint-Germain FC
- seit 2024 FC Chelsea

## Nationalspielerin
Sandy Baltimore hat ab 2017 die französischen Jugendauswahlmannschaften durchlaufen, wobei sie – anders als bei Paris Saint-Germain – die B-Jugend nicht „übersprang“, sondern für diesen auch als U-17 bezeichneten Jahrgang unter der Trainerin Sandrine Soubeyrand nicht nur zehn Spiele (hier ohne eigenen Treffer) bestritt, sondern auch an der Europameisterschaftsendrunde 2017 teilnahm, bei der Frankreich die Gruppenphase allerdings nicht überstanden hatte.
Für den nächstälteren Jahrgang, die U-19, brachte sie es auf insgesamt 18 Spiele. Zu ihren drei Treffern in diesem Kreis zählte auch ein besonders wichtiger, der zugleich mit dem Gewinn des Europameistertitels 2019 verbunden war: Im Endspiel gegen Deutschland (Endstand 2:1) erzielte Baltimore Frankreichs Führungstreffer.
Ein noch größerer Erfolg war ihr ein Jahr vorher versagt geblieben. Seit 2017 kam sie, obwohl noch Jugendliche, auch bereits bei den U-20-Juniorinnen zum Einsatz, und deren Trainer Gilles Eyquem nominierte sie nicht nur in sein 21er-Aufgebot für die in der Bretagne ausgetragene Weltmeisterschaft 2018, sondern setzte sie vor heimischem Publikum auch in fünf der sechs Partien ein, viermal davon im Stade de la Rabine von Vannes. Die Endrunde verlief für Baltimores Französinnen trotz des Mitwirkens etlicher weiterer, hoch talentierter Spielerinnen wie Selma Bacha, Élisa De Almeida, Marie-Antoinette Katoto, Melvine Malard und Emelyne Laurent aber enttäuschend – am Ende reichte es lediglich zu Platz vier. Für die U-20 hat sie zwischen November 2017 und März 2020 insgesamt 15 Spiele (zwei eigene Treffer) bestritten.
Im Dezember 2020 debütierte Sandy Baltimore schließlich bei der französischen A-Nationalfrauschaft, als Nationaltrainerin Corinne Diacre sie in einem EM-Qualifikationsspiel gegen Kasachstan zu Beginn der zweiten Halbzeit für Amel Majri einwechselte – wiederum im Stade de la Rabine von Vannes. Baltimore gehört zum Aufgebot für die Europameisterschaft 2022.
Bisher hat sie 17 A-Länderspiele zu Buch stehen; dabei schoss sie auch zwei Tore. (Stand: 18. Juli 2022)

## Palmarès
- U-19-Europameisterin 2019
- Französische Pokalsiegerin 2018, 2022 (und Finalistin 2020)
- Französische Meisterin 2021
- Englische Meisterin 2025
- Englische Pokalsiegerin 2025
- Englische Ligapokalsiegerin 2025